# 67 Leonis
67 Leonis är en vit underjätte i stjärnbilden Lejonet.
67 Leonis har visuell magnitud +5,70 och är synlig för blotta ögat vid god seeing. Den befinner sig på ett avstånd av ungefär 460 ljusår.